# Лессор (Вісконсин)
Лессор (англ. Lessor) — місто (англ. town) в США, в окрузі Шавано штату Вісконсин. Населення — 1226 осіб (2020).

## Демографія
Згідно з переписом 2010 року, у місті мешкали 1263 особи в 442 домогосподарствах у складі 355 родин. Було 472 помешкання
Расовий склад населення:
| - 96,9 % — білих - 1,0 % — корінних американців - 0,6 % — азіатів - 0,1 % — чорних або афроамериканців |

До двох чи більше рас належало 0,8 %. Частка іспаномовних становила 1,4 % від усіх жителів.
За віковим діапазоном населення розподілялося таким чином: 29,1 % — особи молодші 18 років, 61,4 % — особи у віці 18—64 років, 9,5 % — особи у віці 65 років та старші. Медіана віку мешканця становила 39,1 року. На 100 осіб жіночої статі у місті припадало 107,0 чоловіків;  на 100 жінок у віці від 18 років та старших — 105,7 чоловіків також старших 18 років.
Середній дохід на одне домашнє господарство  становив 89 362 долари США (медіана — 77 500), а середній дохід на одну сім'ю — 97 720 доларів (медіана — 84 688). Медіана доходів становила 52 604 долари для чоловіків та 38 603 долари для жінок. За межею бідності перебувало 7,5 % осіб, у тому числі 9,6 % дітей у віці до 18 років та 9,7 % осіб у віці 65 років та старших.
Цивільне працевлаштоване населення становило 721 особа. Основні галузі зайнятості: виробництво — 19,4 %, освіта, охорона здоров'я та соціальна допомога — 16,9 %, сільське господарство, лісництво, риболовля — 10,3 %, роздрібна торгівля — 9,2 %.